# Ernst-Abbe-Medaille
Die Ernst-Abbe-Medaille war eine nichtstaatliche Auszeichnung   der Kammer der Technik (KDT) der Deutschen Demokratischen Republik (DDR), die 1965 in einer Stufe gestiftet wurde. Bis 1970 hatte die Medaille nur den Status einer Ehrenmedaille. Die Medaille selbst konnte verliehen werden für überragende Verdienste in der Organisation der KDT. Benannt ist die Medaille nach Ernst Abbe.

## Vorläuferin
Bereits 1921 hatte die Carl-Zeiss-Stiftung anlässlich der Mathematiker- und Physikertagung 1921 in Jena einen Ernst-Abbe-Gedächtnispreis für Mathematik und Physik „zur Förderung der mathematischen und physikalischen Wissenschaften und deren Anwendungsgebieten“ ins Leben gerufen. Dieser Preis war mit einer von Georg Hermann Lehnert entworfenen Ernst-Abbe-Medaille verbunden.

## Aussehen und Trageweise
Die vergoldete Medaille mit einem Durchmesser von 35 mm zeigt auf ihrem Avers das vom Betrachter aus gesehen rechts blickende Kopfporträt Ernst Abbes und links davon am Medaillenrand die in kursiver Schreibschrift zu lesende Inschrift: A. E Abbe. Das Revers der Medaille zeigt dagegen mittig die siebenzeilige Inschrift: FÜR / SCHÖPFERISCHE / LEISTUNGEN / IN / SOZIALISTISCHER / GEMEINSCHAFTS- / ARBEIT umgeben von der Umschrift: KAMMER DER TECHNIK (oben) IN DER DEUTSCHEN DEMOKRATISCHEN REPUBLIK (unten). Getragen wurde die Medaille an der linken oberen Brustseite an einer weiß bezogenen rechteckigen Spange in dessen Mitte die vergoldete Miniatur des Symbols der KDT aufgelegt war.

## Träger (Auswahl)
- Horst Peschel, Geodät (1967)
- Willi Stoph, Vorsitzender des Ministerrats der DDR (1967)
- Josef Stanek, Elektroingenieur (1970)
- Kurt Schwabe, Chemiker (1970)
- Wolfgang Bobeth, Textiltechniker (1974)
- Manfred von Ardenne, Physiker und Techniker (1986)
- Dagmar Hülsenberg, Werkstoffwissenschaftlerin (1986)
- Erich Rammler, Brennstofftechniker